# 靖遠號防護巡洋艦
靖遠號防護巡洋艦是清朝为其海軍向英国订购的防護巡洋艦之一（清朝分类为“穹甲巡洋舰”），为致遠級2号舰。本舰作为北洋舰队的重要一员参加了甲午战争。本舰在黄海海战中一度受创撤退抢修，战斗尾声临时代替指挥能力失灵的舰队旗舰定遠號指挥残存各舰撤离。威海衛之戰时靖远号再度代替受创搁浅的定远号，成为北洋舰队覆灭之前最后的旗舰，然终受到日军攻击坐沉，为免资敌，北洋水师对靖远号实施鱼雷攻击，将其彻底摧毁。
本舰为第二代靖远号。初代靖远号为福建船政所建造的鎮海級木质炮舰的2号舰，1871年12月1日动工，1872年8月21日下水，572吨，装备1门160毫米瓦式前膛炮，以及4门100毫米瓦式炮。

## 设计和概述
1884年中法战争馬江海戰一役，福建船政水師惨败，几乎全军覆没。受此惨败刺激，清朝计划重新对外购买若干巡洋舰。时任直隶总督兼北洋大臣李鴻章原本希望参照穹甲巡洋舰濟遠號的设计再造4艘。然英国方面对失去订单一事一直耿耿于怀，在面对清廷抛出新订单之际极欲分一杯羹；加上济远号作为德国第一次建造穹甲巡洋舰，经验不足，设计上颇有缺陷之处，英国方面趁机对济远号的设计展开批评，并向时任驻英公使曾纪泽宣传英国的设计。经过一番辩论和权衡，清廷最终决定在德国建造两艘装甲巡洋舰（即經遠級巡洋艦），另外在英国建造两艘穹甲巡洋舰。
本舰长82米、宽11.58米、吃水4.6米。排水量2300吨，额定乘员204-260人。外观上单烟囱、双桅杆，船艏楼较低矮。舰艏部分相对较尖，而舰艉呈椭圆形。动力部分，主机为两台霍索恩（英語：R&W Hawthorn）卧式三段膨胀式蒸汽机，由4座燃煤锅炉提供蒸汽，推动两根传动轴。公试时在强压通风状态下，可以达到6,892匹指示馬力（5,139千瓦特）的出力，最大航速18.5節（34每小時）。舰上安装有电力和水压传动设备，用来将炮弹从储藏室提升到火炮的位置。
武器方面，当时的防护巡洋舰的主炮方案普遍选择装备少量的10英寸（254）炮，而本舰是防护巡洋舰中率先采用了以较小口径换取更多数量的火炮布置方案（210毫米，约8英寸）。主炮为3门克虏伯后膛炮，其中两门安装在舰体前部的双联转旋转炮台，利用水力进行转向以及装弹；第3门安装在舰体艉部的炮台，以人力进行转动。各主炮均有炮盾。副武器为两门6英寸（152）炮，分别安装在舰体两舷的耳台上。此外舰上的轻武器包括8门哈乞开斯57毫米6磅速射炮，两门哈乞开斯47毫米3磅速射炮，以及8门1磅炮，以及6挺加特林机枪。至于鱼雷武器，舰上安装有4具鱼雷发射管，全部安装在水线上，其中两具在舰艏，另两具在舰艉，发射开关在舰长舱室，发射信号为电线传导。
防护方面，本舰作为穹甲巡洋舰，拥有一层弯曲的装甲甲板，倾斜部分厚4英寸（102），水平部分厚3英寸（76）；3座主炮的炮盾均为2英寸（51）。司令塔厚度为76毫米。

## 舰历

### 建成至前期
1885年10月20日，本舰与姊妹舰致遠號同一天在阿姆斯特朗公司的埃尔斯维克造船厂动工。本舰虽然比起致遠號晚下水，不过直到1887年7月9日即完工，反而还比致遠號早了两周。为了接收各舰，清朝派出一支400人组成的接舰队伍，由北洋水师总教习、海军提督琅威理率领，其中靖远号的接收管带为葉祖珪。同年8月20日，致远号和靖远号离开纽卡斯尔；22日17时，靖远、致远以及在亚罗船厂建造的鱼雷艇左队一号抵达朴茨茅斯军港。不久德国的两艘經遠級（經遠號和來遠號）也抵达集合地。编队以靖远号为旗舰，9月12日03时，编队开始升火，13时起锚，14时出港。同年12月中旬，编队最终在厦门与在当地过冬的北洋舰队主力会合。各舰归国后，海军衙门决定，均编入北洋水师。
1888年夏，靖远号重新进行涂色，舰体外表从出厂返航时的纯灰色，改为与北洋各舰一致的维多利亚式涂装，即水线以下舰体为黑色、水线以上为白色，烟囱为浅黄色。
1889年5月，靖远号随北洋舰队移驻威海卫。当年夏天，靖远号参加了北洋舰队的夏季巡航，访问了芝罘（烟台）、朝鲜的济物浦（仁川）、俄罗斯帝国的符拉迪沃斯托克（中文旧称海参崴）；返程时停靠釜山。
1894年，清朝与日本就朝鲜的权益问题产生的矛盾日趋激烈。同年5月17日，李鸿章在威海检阅海军，然而北洋水师此时各舰机件老化严重，总体状况并不乐观。

### 甲午战争

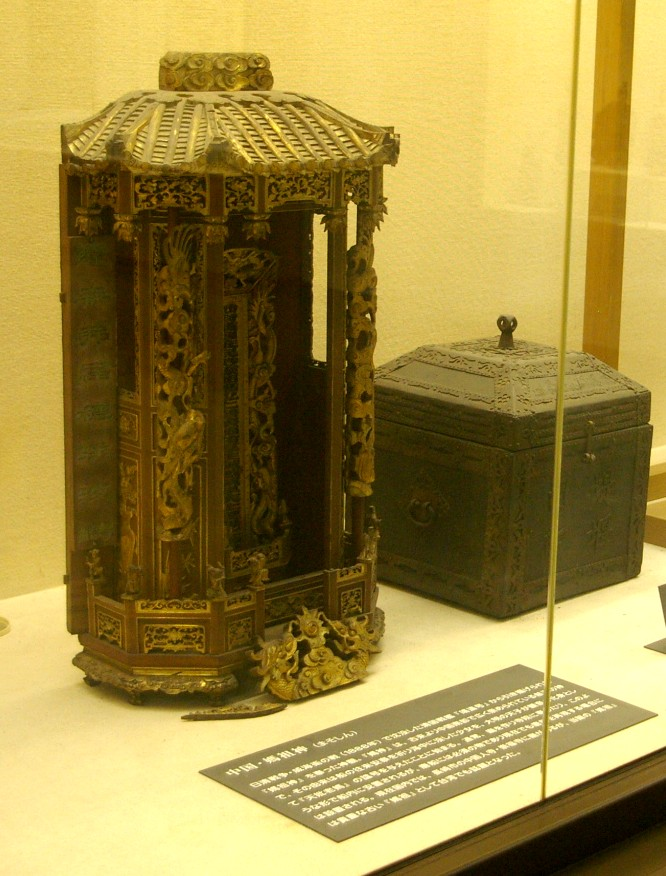
日本福岡元寇史料館所藏，北洋水師軍艦靖遠號神龕，奉祀海神媽祖神位

同年7月25日，日军第一游击队在豐島海戰击沉清朝防护巡洋舰广乙号、以及清朝向英商租借的运输船高升号，并击伤濟遠號、俘获炮舰操江號，甲午战争随之爆发。靖远号作为北洋舰队一员，参加了舰队在战争初期的若干护航和巡逻行动。
1894年9月17日，北洋水师赴鸭绿江口的大东沟，掩护陆军登陆。北洋水师主力留驻于外场，部分吃水较浅的军舰则停泊在大东沟内的大东港，警戒转驳场。当天12:00稍过，鎮遠號一名瞭望水手发现不明煤烟。北洋各舰立即出动，以鳞次阵型离开登陆场，其中靖远号序列第5，与右舷侧后方来远号组成第3个作战小队。随后舰队展开为横列作战阵型，来远号、靖远号小队位于定遠號、镇远号小队右翼，其中靖远号经过调整位于来远号右舷侧后方。来远、靖远小队右方则是实力最弱的超勇號、揚威號小队。交战之初，第一游击队绕到北洋舰队右翼，集中攻击防护最薄弱的超勇號、揚威號小队。北洋舰队则以定远号、镇远号为首向日军本队冲击，左翼的致遠號、經遠號，以及右翼的靖远号、来远号一起，向本队旗舰松島进行炮击。13:10过后，联合舰队司令长官伊东佑亨海军中将下令本队将速度从8節（15每小時）提升到10節（19每小時）并左转掉头，准备使用左舷火炮交战而让右舷得到修整。然而本队序列第5的旧式铁甲舰比叡跟不上前4舰的速度而掉队，中间拉开了1000米的距离。定远等舰立即加速试图实施既定的“乱战”战术。激战中北洋各舰陆续出现损失或撤退，至致远号爆炸沉没时，在主战场上北洋舰队只剩下定远、镇远、靖远、来远四舰继续战斗，而日舰依然有9艘之多。经过数个小时的混战，靖远号中弹100多发，水线多处中弹，大量进水，舰上多处起火。叶祖珪下令向西，跟随在来远号后面，离开战场前往大鹿岛暂避。第一游击队击沉经远号后向附近的靖远号、来远号逼近。靖远号、来远号两舰背靠浅水处迎战。第一游击队担心搁浅，并未贸然靠近，而是保持距离进行射击。17:30第一游击队收到松岛发出的收队命令而离去。
当天17:45，靖远号官兵将进水处堵塞，与来远号一同返回主战场。由于定远号，靖远号管带叶祖珪在大福刘冠雄的提议下，升起将旗，收拢各舰。四散在各地的北洋舰队各舰陆续返回到定远、镇远两舰旁边，并重新排成双鱼贯阵型，返回大东沟一带。北洋舰队在登陆场并没有发现日舰踪迹，于是与蚊子船鎮南號、鎮中號两舰会合返回旅顺，仅留下左一號等两艘鱼雷艇继续护卫登陆。
同年9月23日，北洋水师提督丁汝昌、旅顺道台龚照玙联合向李鸿章报告战后情况，其中平远、济远、靖远、广丙等舰受伤相对较轻，大约需要半个月时间修理。靖远号除了水线中弹漏水外，主炮也多有损伤。各舰经过修复后即启程前往威海卫。
1894年11月21日，旅顺失守，北洋水师在渤海地区只剩下威海卫最后一个基地。日军随即展开对威海卫的围攻。1895年1月30日，08:30日军占领摩天岭炮台。清军各陆地炮台立即集中攻击摩天岭炮台，水师提督丁汝昌亦率领定遠號、靖远、来远、广丙以及数艘蚊子船抵近南帮炮台附近进行援助射击。2月1日，北帮炮台失守，威海卫的陆路交通全部断绝。防守威海的绥军统领戴宗骞自杀。日军随即多次使用轻型舰艇强攻北洋舰队泊地。6日04：00以后，日军鱼雷艇队第四次夜袭，并成功击沉来远号，同时也向靖远号发射了鱼雷，惟鱼雷近距离擦过，靖远号侥幸逃过一劫。同时日军在威海北岸以陆军炮进行炮击；靖远、济远、平远、广丙四舰炮击北岸，其余各舰炮击鱼雷艇队。7日07时，联合舰队企图在日间强攻威海卫，北洋舰队残存的镇远、靖远、广丙号积极应战，迫使日舰退去。2月9日日舰再次进攻，丁汝昌在靖远号上升起将旗，与平远号一同前出至日岛附近海面，配合刘公岛炮台对日舰射击。战斗中丁汝昌站在舰艏210毫米主炮旁的露天甲板上，称“炮弹不会因为我是提督而不打我”，以此鼓舞官兵士气。日军调用早前占领的南帮鹿角嘴炮台炮击靖远号，09:18命中两发240毫米炮弹，从左侧击穿露天甲板，炮弹穿过舰体后从舰艏右舷附近的水线下部位穿出，造成两个破洞。一直没能完全修复的靖远号遭此命中，09:34舰艏开始下沉。舰上官兵虽然奋力抢救，依然无法阻止进水，最终搁浅于威海湾内，舰体右倾，舰艉翘起。丁汝昌与靖远号管带叶祖珪与舰同沉，终被部下拥上前来救援的船只。此时北洋舰队遭受长期的重重围困；见突围无望，而救援迟迟不至，丁汝昌下令击沉各损伤舰艇，以免资敌。9日，广丙号用鱼雷击沉坐沉状态的靖远号，剩余还露出水面的舰体彻底没入水中。

### 结局
1896年，有关方面将靖远号打捞起来进行拆解。
1905年，叶祖珪在上海病逝，时年53岁。叶直到逝世时都随身携带着一把银质小勺，其柄末端刻有圆形徽章及英文“大清帝国海军”“靖远”的字样。

### 黄海海战阵位
有关北洋舰队靖远号以及经远号、来远号在黄海海战前半阶段的阵位，在不同资料中有不同说法。北洋舰队在行进及作战中均采取了以两舰为一小队的鳞次阵，以居左前方者为前，以居右后方者为后；第一小队居中，左翼为第二小队，右翼为第三小队。按照定远号为1号位，现将各说列举如下：
- 戚其章，《晚清海军兴衰史》：第二队致远（3号位）、靖远（4号位），第三队来远（5号位）、经远（6号位）；[51]
- 日本海軍軍令部，《二十七八年海戦史. 上巻》：第二队致远（3号位）、来远（4号位），第三队经远（5号位）、靖远（6号位）；[52]
- 日本海軍軍令部，《二十七八年海戦史. 别巻》引述英国弗里曼特尔（英语：Edmund Fremantle）海军中将所绘：图一北洋舰队预定阵型，从左至右：济远、广甲、靖远(3)、致远(4)、定远(1)、镇远(2)、来远(5)、经远(6)、超勇、扬威；图二实际阵型：济远、广甲、致远(3)、定远(1)、镇远(2)、靖远(单独到了第一小队右翼)、来远(5)、经远(6)、超勇、扬威；[53]
- 赖特（Richard N. J. Wright），《中国蒸汽海军》：经远号与致远号组队；靖远号与来远号组队；[54]
- 陈悦，《甲午海战》：第二队致远（3号位）、经远（4号位），第三队靖远（5号位）、来远（6号位）。[22]

其中戚其章在其著作中一直认为，比叡冒险右转穿越北洋舰队横队时，是从定远号与靖远号中间穿过。这与日方所述从两艘“铁甲舰”中间穿过的叙述不符（《二十七八年海戦史》将经远级也归入铁甲舰之列）。日方战史对于同一船级的来远号与经远号的叙述比较混乱、相互混淆，但一致认定4号位为一艘经远级而并非更小的靖远号，应该可信。赖特与陈悦相符。因此本文海战叙述不采用戚其章的说法；也并未采用其关于靖远号近距离攻击比叡的说法。同理因为弗里曼特尔的说法，在致远号与定远号之间再无“铁甲舰”，也不予采用。至于日方战史（6号位）与陈悦（5号位）之间的矛盾，因陈悦所著较新，故从陈悦说。